# Hangard Communal Cemetery Extension
Hangard Communal Cemetery Extension is een begraafplaats gelegen in de Franse plaats Hangard (Somme). De militaire graven worden onderhouden door de Commonwealth War Graves Commission.
De begraafplaats telt 270 geïdentificeerde graven waarvan 269 Gemenebest graven uit de Eerste Wereldoorlog en een overig graf uit de Eerste Wereldoorlog.